# Пустиња Њири
Пустиња Њири се налази у јужном делу Кеније недалеко од језера Магади, а између неколико националних паркова (Амбосели, Цаво и Најроби). Захвата релативно малу повшину, а узрок њеног настанка је планина Килиманџаро, која спречава продор влажних ваздушних маса у овај регион. Ободни делови пустиње прекривени су густим жбунастим растињем и баобабима.